# Vecklax
Vecklax (finska: Veklahti) är en by i Kyrkslätt i det finländska landskapet Nyland mellan sjön Humaljärvi och Vitträsk. Byn ligger cirka 8 kilometer från Kyrkslätts centrum och 6 kilometer från Masaby. Det finns många egnahemshus i Vecklax.